# Fdisk

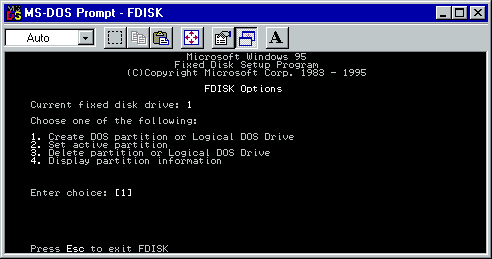
Program fdisk uruchomiony w systemie Windows 95

fdisk – podstawowe narzędzie podziału dysku na partycje przed użyciem przez system operacyjny taki jak OS/2, Linux, DOS itp.

## fdisk w DOS-ie
We wszystkich systemach z rodziny DOS, w tym PC-DOS, MS-DOS i DR-DOS, program do obsługi tablicy partycji ma nazwę fdisk. Nazwa wywodzi się ze zwyczaju firmy IBM używania nazwy fixed disk na określenie dysku twardego (ang. hard drive). Każdy z tych programów obsługuje tylko partycje typu FAT16.
Program fdisk jest również dostępny w systemach Windows 95, 98 i ME. Począwszy od wersji Windows 95B (OSR 2/2.1) program potrafi obsługiwać partycje typu FAT32. W serii Windows NT został zastąpiony programem diskpart oraz graficzną przystawką Microsoft Management Console.

## fdisk w Linuksie
Linux potrzebuje co najmniej jednej partycji, na której będzie umieszczony główny system plików (root filesystem, katalog /). Z przyczyn wydajnościowych celowe jest stworzenie partycji swap, przeznaczonej na plik pamięci wirtualnej. W starszych komputerach, których BIOS ograniczony jest do pierwszych 1024 cylindrów dysku, tworzy się małą partycję, zawierające tylko jądro systemu (i kilka wymaganych przez nie plików), tradycyjnie montowane w podkatalogu /boot. Fdisk obsługuje prawie sto typów partycji, w tym FAT. Inne popularne programy to bardziej interaktywny cfdisk, oraz obsługiwany przez wiersz poleceń sfdisk. Oprócz tego istnieje kilkanaście różnych narzędzi pracujących w trybie graficznym.

## fdisk w OS/2
OS/2 aż do wersji 4.0 zawierał dwa równoważne pod względem możliwości, narzędzia partycjonowania dysków: tekstowy fdisk i graficzny fdiskpm. Oba obsługują partycje FAT i HPFS. 
Od wersji 4.5 fdisk został zastąpiony przez LVM (logical volume manager), który oprócz FAT i HPFS obsługuje JFS.